# Weserliedanlage

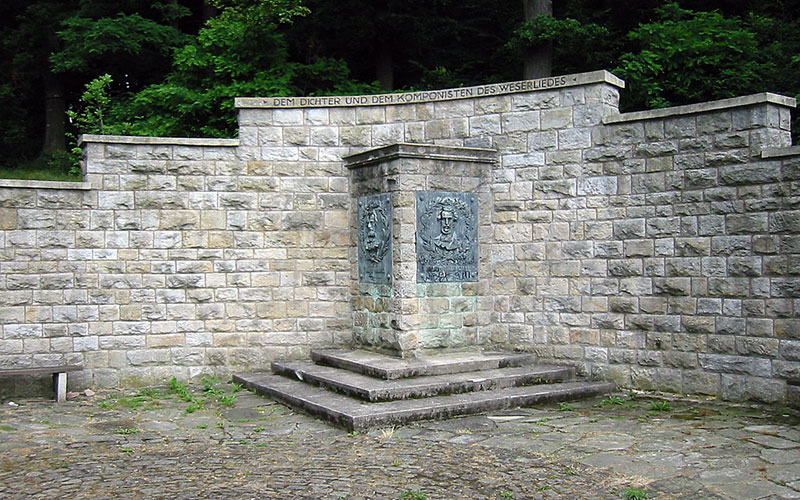
Weserliedanlage

Blick auf die Anlage und die Stadt

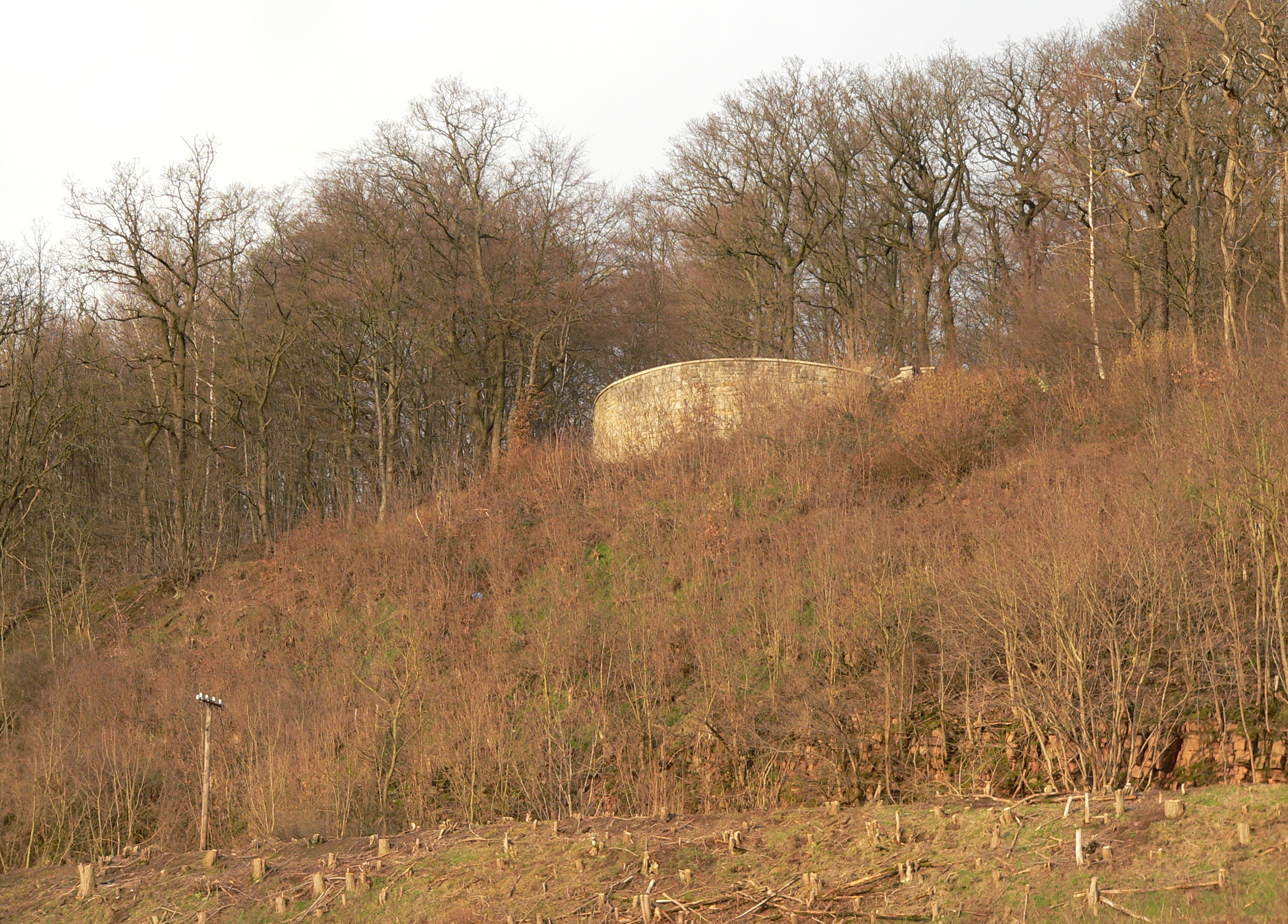
Blick vom Tanzwerder hoch zur oberhalb der Trasse der Dransfelder Rampe liegenden Weserliedanlage

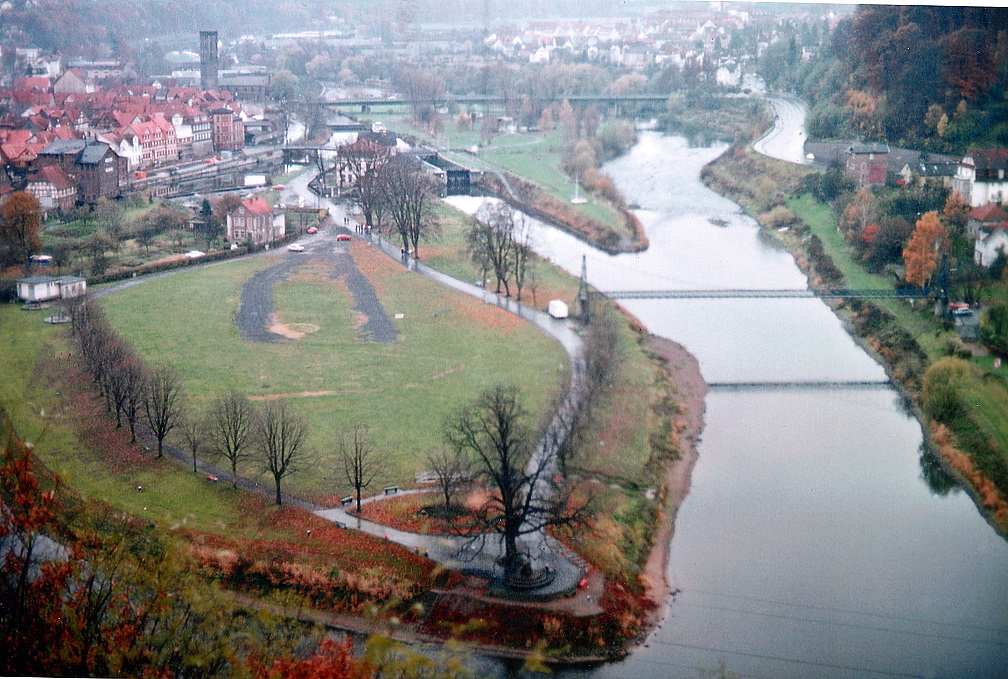
Blick von der Weserliedanlage beim Weserursprung (unten rechts): Fulda (rechts), Werra (links unten), Tanzwerder (Flussinsel) und Altstadt (1976)

Die Weserliedanlage ist ein 1931 als Rondell errichtetes Denkmal mit Aussichtspunkt oberhalb der Kernstadt von Hann. Münden im südniedersächsischen Landkreis Göttingen (Deutschland). Sie erinnert an das Weserlied von 1835.

## Geographische Lage
Die Anlage liegt im Naturpark Münden etwa 600 m nordnordwestlich der Altstadt von Hann. Münden – zwischen den Stadtteilen Questenberg im Ostsüdosten und Gimte im Nordnordwesten sowie dem jenseits des Weserursprungs liegenden Stadtteil Altmünden im Südwesten. Sie befindet sich im Naturraum Mündener Bramwald (Nr. 370.52) auf etwa 187 bis 190 m ü. NHN auf dem Südwesthang des Questenbergs, einem fernen Südwestausläufer des Blümer Bergs (320,4 m). Etwa 170 m südlich liegt im Tal der Zusammenfluss (116,5 m) von Fulda und Werra zur Weser.
siehe auch Abschnitt Verkehrsanbindung und Wandern des Artikels Questenberg (Bramwald)

## Denkmal
Das Rondell der Anlage wurde aus beigen Sandsteinen – wahrscheinlich nach Entwurf des Architekten Friedrich Grosch – unter der Leitung von August Reich ausgeführt. Bronzetafeln des Bildhauers Gustav Eberlein erinnern an den Dichter des 1835 verfassten Liedtextes, Franz von Dingelstedt, und an den Komponisten des Liedes, Gustav Pressel. Die Aufschrift einer weiteren Tafel am hangseitigen Rondellteil enthält den Text des Weserlieds und die Inschrift einer Steintafel in der Außenmauer der Anlage mit „1931“ unter anderem das Baujahr des Denkmals.

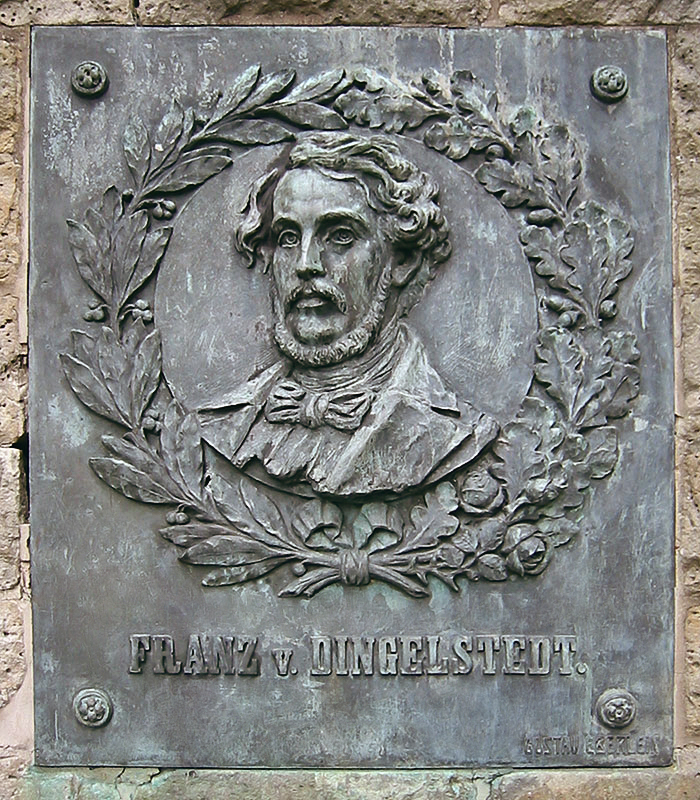
Bronzetafel: Dichter des Liedes, Franz von Dingelstedt
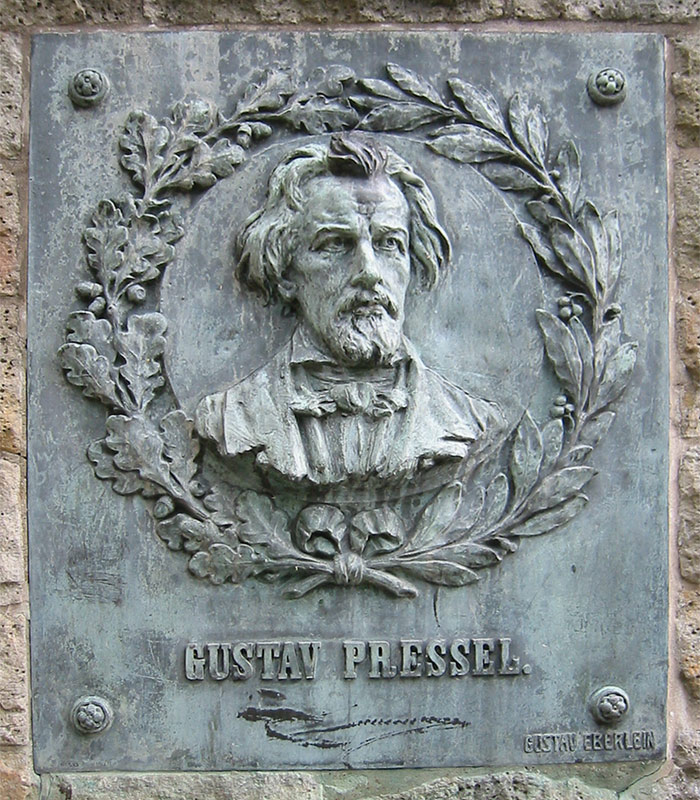
Bronzetafel: Komponist des Liedes, Gustav Pressel
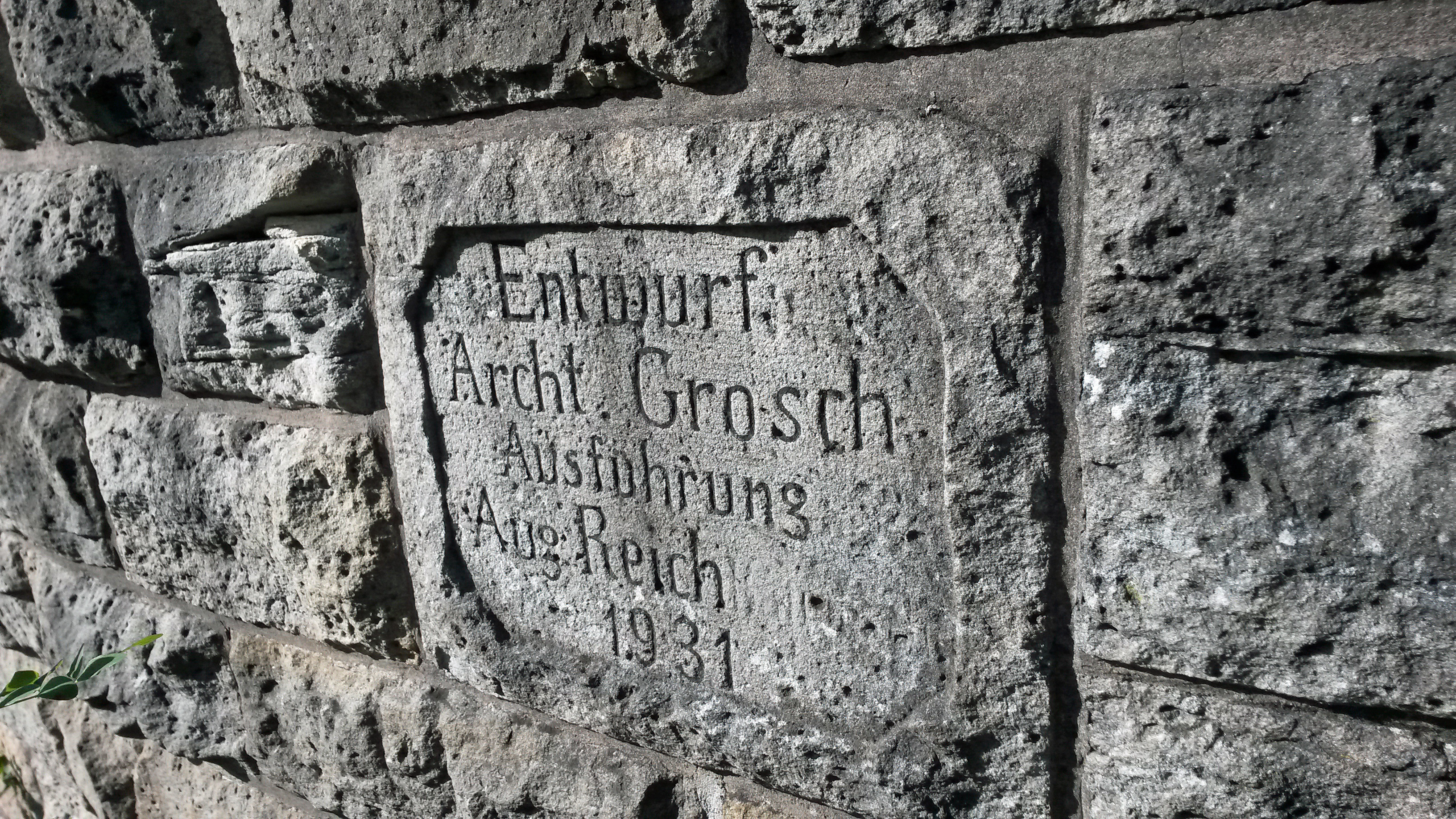
Steintafel in der Außenmauer der Weserliedanlage

## Aussichtspunkt
Vom Rondell der Anlage fällt der Blick in die zwischen dem Bramwald (am Aussichtspunkt), dem Kaufunger Wald im Südosten und dem Reinhardswald im Westen gelegene Tallage von Hann. Münden. Er reicht östlich vorbei am Zusammenfluss von Fulda und Werra zur Weser und an der dortigen Flussinsel Tanzwerder, auf der sich insbesondere die Wesersteine befinden zur Altstadt mit dem jenseits davon gelegenen Stadtteil Kattenbühl. Westlich entlang der Insel und über die dortige Hängebrücke hinweg blickt man fuldaaufwärts in Richtung Neumünden und jenseits des Weserursprungs nach Altmünden.